# Swisscoy

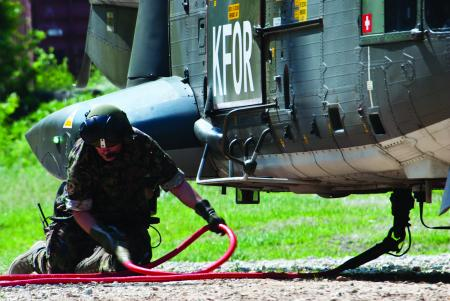
Super Puma der Schweizer Luftwaffe im Kosovo (2011)

Die Swisscoy (gekürzt aus Swiss Company) ist der Verband der Schweizer Armee im Kosovo. Er wird im Rahmen der friedensfördernden Militärmission KFOR gemäss der vom Sicherheitsrat der Vereinten Nationen im Juni 1999 beschlossenen Resolution 1244 im Kosovo mit einem Kontingent von maximal 195 Personen von der Schweiz zur Verfügung gestellt und finanziert. Die Truppen rückten im Oktober 1999 im Kosovo ein und sind dort mindestens bis Ende 2026 tätig.

## Politische Grundlagen
Der Friedensförderungsdienst im internationalen Rahmen ist eine von drei Aufgaben der Schweizer Armee. Dieser Auftrag ist in der Schweizer Bundesverfassung und dem Schweizer Militärgesetz verankert. Nebst der Friedensförderung gehören Verteidigung und subsidiäre Unterstützung der zivilen Behörden zu den drei Aufgaben der Schweizer Armee.
Der Einsatz der Swisscoy geht auf einen Bundesratsentscheid vom 23. Juni 1999 zurück, sich militärisch – basierend auf der UNO-Resolution 1244 – an der KFOR zu beteiligen. Das Mandat der SWISSCOY dauert jeweils drei Jahre. Das Parlament hat im Juni 2023 einer erneuten Verlängerung des Mandats um drei Jahre bis Ende 2026 zugestimmt. Gleichzeitig wurde die Option geschaffen, dass der Bundesrat den personellen Bestand der SWISSCOY erhöhen kann (bis auf max. 225 Armeeangehörige), um auf zusätzliche operationelle Bedürfnisse der KFOR eingehen zu können. Diese Möglichkeit nutzte er mit seiner Entscheidung vom 29. November 2023, um weitere operationelle Leistungen zugunsten der KFOR zu übernehmen und den Bestand des Kontingents per 1. Januar 2024 auf insgesamt 215 Armeeangehörige zu erhöhen. Die Entscheidungskompetenz, über die jeweils nächsten drei Jahre bzw. eine Fortführung des Schweizer Einsatzes zu befinden, liegt beim Parlament.
Der Einsatz der Swisscoy ist mit der Neutralität vereinbar: Erstens basiert der KFOR-Einsatz auf dem Einverständnis beider Konfliktparteien, zweitens engagiert sich die Schweiz ausnahmslos für die Friedensförderung, das heisst, die Teilnahme an Kampfhandlungen zur Friedenserzwingung bleiben ausgeschlossen.

## Ablösung
Das Schweizer Kontingent wird im Halbjahresrhythmus abgelöst.

## Gliederung und Aufgabenbereich

### Veränderte Anforderungen
Die positive Entwicklung der Sicherheitslage im Kosovo führte zu Veränderungen in den Strukturen der KFOR und zu einem schrittweisen Abbau der Anzahl Sicherungselemente. Stand zu Anfang der Mission noch Nothilfe und Wiederaufbau nach dem Krieg im Mittelpunkt, geht es heute um die Überwachung der Entwicklung des Landes. Um den veränderten Anforderungen gerecht zu werden, übernimmt die Swisscoy heute andere Aufgaben als am Anfang des Einsatzes. Zu Beginn der KFOR-Mission war die Swisscoy unter anderem mit Infanterieeinheiten im Kosovo. Dies ist heute nicht mehr der Fall. Heute liegen die Stärken der Swisscoy vor allem in den Bereichen Transportleistung, Pionierhandwerk, EOD (Kampfmittelbeseitigung), Lufttransport und den LMT (Liaison and Monitoring Teams).

### LMT
Seit April 2010 sind die LMT (Liaison and Monitoring Teams) Teile der SWISSCOY. Die LMT sind die Augen und Ohren der KFOR. Im tagtäglichen Austausch mit der Lokalbevölkerung erfahren die Soldaten, was die Menschen vor Ort beschäftigt. Die Aufgabe der LMT besteht darin, durch Gespräche mit der Bevölkerung und Schlüsselpersonen (beispielsweise Ansprechpartnern aus der Politik) Informationen zu sammeln und via Regional Commands dem Kommandanten der KFOR weiterzuleiten, welcher diese Meldungen unter anderem für die Beurteilung der Lage und als Basis für operationelle Entscheide nutzt. Ein lokaler Übersetzer begleitet stets die LMT. Die Schweiz stellt der KFOR insgesamt sechs LMT in unterschiedlichen Regionen zur Verfügung.

### Übersicht
Die Swisscoy erfüllt gemäss Mandat multinationale und nationale Aufgaben. Der grössere Teil der Swisscoy erbringt mit den unten aufgelisteten Elementen Leistungen im multinationalen Rahmen und ist dafür zur operationellen Zusammenarbeit anderen KFOR-Organisationseinheiten zugewiesen:
- Stabsoffiziere auf Stufe HQ KFOR und in den Regional Commands East und West
- Kommandant oder Stabschef der Joint Logistic Support Group (JLSG) alternierend mit Österreich
- Liaison and Monitoring Teams (LMT) an sechs Standorten
- Transportkompanie mit Leistungserbringung für die gesamte KFOR
- Supportkompanie mit Leistungserbringung in der Instandhaltung und Logistik sowie Pionierleistungen zugunsten des Mobility Support Detachements (MSD) der KFOR
- Medical Team
- Multinationale Militärpolizei (MNMP)
- Explosive Ordnance Disposal Team (EOD)
- Lufttransport-Detachement mit zwei Helikoptern vom Typ Super Puma

Im März 2024 hat die Schweiz das Kommando der multinationalen Transport Kompanie der KFOR vom österreichischen Bundesheer übernommen. Die Transport Kompanie (Transport Coy) erbringt Leistungen im Bereich Personen- und Materialtransporte für die gesamte Mission. Die Transportcoy sowie der Pionierzug sind der Joint Logistic Support Group (JLSG) der KFOR unterstellt.
Die Übernahme der Transportkompanie bedeutete auch einen Wandel in den Strukturen der SWISSCOY. Bis anhin war das "Nationale Support Element (NSE)" für sämtliche nationalen sowie operationellen Aufgaben im Bereich Instandhaltung, Logistik, Genie und Transport zuständig. Dieses Element wird neu in zwei Kompanien gegliedert: Die "Support Company", welche nationale aber auch operationelle Aufträge erfüllt, sowie die operationell eingesetzte "Transport Company".
Ein kleiner Teil der SWISSCOY erfüllt rein nationale Aufgaben, um die Leistungen der operationell eingesetzten Elemente zu ermöglichen. Dazu gehört zum Beispiel der Betrieb von IT- und Kommunikationsmitteln des ganzen Kontingents sowie die Führung des Swiss House als Betreuungseinrichtung.

## Stationierung und Standorte
Seit der Aufhebung des gemeinsam mit den Österreichern geführten und betriebenen Camps Casablanca in Suva Reka ist die SWISSCOY dezentral verteilt im Kosovo.
Abhängig von ihrer jeweiligen Funktion sind die Angehörigen der SWISSCOY dezentral in Kosovo verteilt. Der Stab NCC (National Contingent Commander), die Offiziere im Stab der KFOR, die Militärpolizei, das EOD-Team, Teile der Führungsunterstützung, das LMT Obilic sowie das Medical Team befinden sich im Hauptquartier der KFOR im Camp Film City in Pristina. Die Transportkompanie (Trsp Coy), die Supportkompanie (Sup Coy), und das LMT Zubin Potok sind im Camp Novo Selo südlich von Mitrovica stationiert. Die Stabsoffiziere des RC-East und des RC-West sind im Camp Bondsteel respektive im Camp Villaggio Italia einquartiert. Das Lufttransport-Detachement ist dem KFOR-Hauptquartier zugewiesen und ist auf der militärischen Seite des Flughafens Slatina in Pristina stationiert. Weiter leben die LMT in Prizren, Suvareka, Malisevo und Mitrovica in sogenannten Field Houses inmitten der lokalen Bevölkerung.

## Ausbildung und Einsatzvorbereitung
Die Personalgewinnung sowie die einsatzbezogene Ausbildung und die Ausrüstung der Schweizer Auslandtruppen wird durch das Kompetenzzentrum SWISSINT der Schweizer Armee mit Sitz in Stans-Oberdorf sichergestellt.
Dem Kompetenzzentrum in Stans-Oberdorf ist das Ausbildungszentrum (AZ) unterstellt. Das ebenfalls auf dem Waffenplatz Wil bei Stans angesiedelte AZ ist für die einsatzbezogene Ausbildung (EBA) verantwortlich. Alle Kurse werden entsprechend den Anforderungen und Lehren aus den Einsätzen aufgebaut und laufend angepasst. Das Kursangebot ist breitgefächert und richtet sich an nationale und internationale, wie auch an zivile und militärische Interessenten. Die NATO hat das AZ Swissint als Partnership for Peace Training and Education Center zertifiziert. Es  bietet verschiedene nationale und internationale Kurse für zivile und militärische Teilnehmer an. Ebenfalls ist der Militärbeobachterkurs (SUNMOC) von der UNOI zertifiziert. Als Infrastruktur dienen unter anderem der Waffenplatz Wil in Oberdorf bei Stans sowie das Camp Swissint, das in rund 200 Containern Platz für 180 Personen bietet.

## Bewaffnung
Die Angehörigen der SWISSCOY sind im Einsatzraum Kosovo zum Selbstschutz mit Pistole, Sturmgewehr und Reizstoffsprühgerät (RSG) bewaffnet.